# Medicinska riksstämman
Medicinska riksstämman var en årligen återkommande vetenskaplig kongress som arrangerades av Svenska Läkaresällskapet mellan 1943 och 2015. Svensk sjuksköterskeförening var medarrangör åren 2010–2013.

## Historik

### Bakgrund
Andra världskriget hade försämrat möjligheterna till fortbildning för svenska läkare i och med att utlandsresor omöjliggjordes. I november 1942 anmodade flera skånska läkare i en skrivelse att Svenska Läkaresällskapet skulle arrangera en nationell sammankomst istället. Man framhöll även behovet av en gemensam sammankomst för kunskapsutbyte eftersom läkarkåren delats upp i olika specialiteter.
Den första riksstämman hölls på Chinabiografen i Stockholm i november 1943 och samlade 600 läkare. Kongressen hölls under en helg för att inte inkräkta på deltagarnas arbetsvecka. Utöver fortbildning var en viktig funktion för stämman att erbjuda en gemensam plattform för Läkaresällskapets undersektioner att hålla sina årsmöten.

### Utveckling
År 1962 tog Oscar Schubert över ledarskapet för stämman som nu samlade omkring 2 000 besökare och flyttades till ABF-huset. Stämmans anseende ökade i takt med dess storlek och snart samlades även inflytelserika politiker på mötena. ABF-huset blev för litet och för att stoppa springet mellan olika lokaler på stan flyttade man 1972 till Älvsjömässan.
Under stämmans storhetstid mot slutet av 1900-talet kunde antalet besökare vara närmare 30 000. Kongressen fyllde då en viktig social funktion för den svenska läkarkåren, samtidigt som Läkaresällskapets specialistföreningar höll sina årsmöten och arrangerade vetenskapliga program under stämman.

### 2000-talet
År 2010 gick Svensk sjuksköterskeförening in som medarrangör av riksstämman. Inför 2013-års stämma bantades antalet kongressdagar från tre till två samtidigt som antalet programpunkter halverades. Arrangemanget flyttades från Stockholmsmässan till Stockholm Waterfront. Året efter presenterade Läkaresällskapet en förnyad inriktning för eventet, varefter Sjuksköterskeföreningen drog sig ur för att istället lägga resurser på Sjuksköterskedagarna 2014.
Stämman fortsatte att plågas av minskande besöksantal. Vid stämmans 70-årsjubileum 2013 kom 2 100 unika besökare och året efter endast 1 750 besökare. Till den sista riksstämman som hölls 2015 hade besökarantalet ökat något till 2 300.
2016-års riksstämma sattes på paus, och sedan dess har mötet inte arrangerats igen. Förutsättningarna för en gemensam kongress hade ändrats, bland annat eftersom Läkaresällskapets undersektioner börjat hålla sina årsmöten separat från själva riksstämman. En ersättare till riksstämman kallad "Framtidens medicin & hälsa" planerades att hållas på Stockholm Waterfront i november 2017. Man planerade för åtminstone 2 000 besökare men fick ställa in efter att bara omkring 150 personer föranmält sig, vilket var under den ekonomiskt gångbara lägstanivån på 500 besökare.